# Lac de Pátzcuaro
 (mai 2008).
Si vous disposez d'ouvrages ou d'articles de référence ou si vous connaissez des sites web de qualité traitant du thème abordé ici, merci de compléter l'article en donnant les références utiles à sa vérifiabilité et en les liant à la section « Notes et références ».
Le lac de Pátzcuaro est un lac du Mexique situé dans les municipalités de Pátzcuaro, Erongarícuaro, Quiroga et Tzintzuntzan, dans l'État de Michoacán, à 60 km à l'ouest de la capitale Morelia.

## Géographie
Le bassin du lac Pátzcuaro est d'origine volcanique
Il comprend plusieurs îles, dont la principale, Janitzio, est un village de pêcheurs touristique surmonté de la statue de José María Morelos, l'un des pères de l'Indépendance du Mexique.

## Histoire
La région du lac était le cœur du royaume tarasque jusqu'à l'arrivée des conquistadors au XVIe siècle.

## Faune et flore
Ce lac abrite plusieurs espèces de poissons endémiques, notamment Allotoca diazi, et un amphibien proche de l'Axolotl,  l'Achoque (Ambystoma dumerilii).
Il a donné son nom à une petite écrevisse locale, Cambarellus patzcuarensis.